# Як бути чорним
«Як бути чорним» (англ. How to Be Black) — автобіографічна книга 2012 року американського коміка Баратунде Терстона. Це розповідь про життя та виховання Терстона, в якій обговорюються стереотипи щодо афроамериканців, їхньої соціальної ідентичності та стосунків з білими однолітками.

## Опис
Описуючи книгу, Терстон сказав, що він сподівається, що вона відкриє читачеві «інший бік життя чорношкірих, пропонуючи практичні, гумористичні поради, засновані на його власному болісному досвіді», і що «якщо у вас немає почуття гумору, ця книга вас дуже засмутить».

## Телебачення
У вересні 2021 року стало відомо, що на телеканалі ABC розробляється анімаційний телесеріал за мотивами книги. Його вироблятимуть 20th Century Animation та ABC Signature, а Терстон виступить сценаристом та виконавчим продюсером разом із Кортні Ліллі. Однак у жовтні 2022 року ABC вирішив не запускати пілот, оскільки вони не зосереджуватимуться на анімації.

## Сприйняття
Книга є бестселером за версією «Нью-Йорк таймс».
Дж. Вікторія Сандерс із San Francisco Chronicle сказала, що книга «проливає світло на незручну правду про незручне ставлення Америки до стереотипних та монолітних чорних, пропонуючи дуже кумедні поради на такі теми, як „Як бути чорним другом“, „Як розмовляти з усіма чорношкірими людьми“ та „Як бути чорним працівником“, „Як говорити від імені всіх чорношкірих людей“ і „Як бути чорношкірим працівником“», але каже, що найкраще Терстон описав своє проблемне виховання, в якому його батька вбили, примусивши матір виховувати його самотужки, а також свій досвід навчання в школі Сидвелл Френдс і Гарвардському університеті.